# His Father's Son
His Father's Son er en amerikansk stumfilm fra 1917 af George D. Baker.

## Medvirkende
- Lionel Barrymore som J. Dabney Barro.
- Irene Howley som Betty Arden.
- Frank Currier som John Arden.
- Charles Eldridge som Adam Barron.
- George A. Wright som Perkins.